# Marignac (Alta Garonna)
Marignac è un comune francese di 538 abitanti situato nel dipartimento dell'Alta Garonna nella regione dell'Occitania.

## Società

### Evoluzione demografica
Abitanti censiti